# Hutchinson (Kansas)
Pour les articles homonymes, voir Hutchinson.
La ville de Hutchinson, située au Kansas, aux États-Unis, est le siège du comté de Reno.

## Personnalités nées à Hutchinson

### Cinéma, télévision et théâtre
- Stephen Bridgewater (1953- ), acteur, producteur, réalisateur, scénariste
- Aneta Corsaut (1933-1995), actrice
- Racquel Darrian (1968- ), actrice pornographique
- Lucinda Dickey (1960- ), actrice, danseuse
- Richard Thorpe (1896-1991), réalisateur

### Littérature
- Scott Heim (1966- ), romancier
- William Mark Simmons (né à Independence, Missouri en 1953), romancier, vit à Hutchinson
- William Stafford (1914-1993), poète, pacifiste

### Musique
- Murry Wilson (1917-1973), producteur de disques, compositeur

### Sport

#### Football américain
- Ken Huff (1953-), joueur de ligne offensif
- Buck Pierce (1981- ), quarterback
- Pat Ryan (1955- ), quarterback
- Tommy Thompson (1916-1989), quarterback

#### Baseball
- Jack Banta (1925-2006), lanceur
- Andy Dirks (1986- ), voltigeur

#### Basket-ball
- Jack Ragland (1913-1996), joueur de basket-ball

## Source
- (en) Cet article est partiellement ou en totalité issu de l’article de Wikipédia en anglais intitulé « Hutchinson, Kansas » (voir la liste des auteurs).